# Международное общество сохранения природы
Conservation International (CI) является некоммерческой организацией, базирующейся в Вашингтоне (округ Колумбия). Её целью является сохранение биоразнообразия растений, животных и ландшафтов во всём мире. Особое внимание уделяется так называемым «горячим точкам биоразнообразия», т.е. зонам с особым разнообразием видов на суше и на море по всему миру.
CI была основана в 1987 году в частности Спенсером Бибом и в настоящее время штат состоит примерно из 900 сотрудников. CI работает в 45 странах, уделяя особое внимание развивающимся странам в Африке, Азии, Океании, Центральной и Южной Америке. Рассел А. Миттермейер, основатель концепции биоразнообразия в горячих точках, является в настоящее время президентом организации. В 2014 году траты организации составили $135 миллиона долларов.

## Проекты
Благодаря работе CI в прошлом были обнаружены и научно описаны новые места обитания. В декабре 2005 года, учёные CI, работавшие по программе быстрой оценки (Rapid Assessment Program) обнаружили неизвестный до того район в горах Фоджа в Папуа, Индонезия. Там они обнаружили 20 ранее не описанных видов лягушек, четыре неизвестных вида бабочек и пять неописанных видов пальм и новый вид птиц семейства медососовых (Meliphagidae). Исследователи также обнаружили новый вид кенгуру (Dendrolagus pulcherrimus), до сих пор не встречавшийся в Индонезии, который в других частях мира из-за охоты на него находится под угрозой полного вымирания. Область так изолирована, что остаётся в значительной степени свободна от влияния человека. Результаты этой работы были опубликованы в феврале 2006 года в научных изданиях и популярных средствах массовой информации США.

## Награды
В 1997 году получило премию Голубая Планета.